# Alper
Alper is een voornaam die wordt gegeven aan jongens. De naam heeft zowel een oorsprong in het Hebreeuws als in het Turks. In Nederland komt de naam niet veel voor.
De Turkse naam is samengesteld uit de twee onderdelen alp en er. Het eerste alp betekent iets als "soldaat of held". Het achtervoegsel er wordt gebruikt om "moed en eer" aan te geven.